# Rjauzjak
Rjauzjak (rus. Ряузяк, Раузяк, Рявзяк; baškirski: Рәүҙәк od Урау үҙәк «kružna, vijugava udolina») – rijeka u Išimbajskom rajonu, Baškirije u Rusiji. Desna je pritoka rijeke Zigana. Rijeka izvire u planinama.
Nastaje spajanjem rijeka Velikog i Malog Rjauzjaka. Duljina toka Rjauzjaka – 52 km (s Velikog Rjauzjakom). Duljina Malog Rjauzjaka – 20 km, on je lijeva pritoka Rjauzjaka.
U dolini rijeke nalazi se nekoliko špilja. Na obali se nalazi špilja Tash-Oj, koja je ispunjena vodom u sezoni visokih voda, a moguće je prići u čamcu.
Dolina priobalnih šuma uz rijeku Rjauzjak (uključujući i pritoke, M. i V. Rjauzjak) zaštićena je od strane države.
Rafting je u sezoni visokih voda.

## Vanjske poveznice
|  | Zajednički poslužitelj ima još gradiva o temi Rjauzjak |

- Fotografije rijeke
- Arhivirana inačica izvorne stranice od 25. listopada 2004. (Wayback Machine)
- [neaktivna poveznica]
- Arhivirana inačica izvorne stranice od 15. prosinca 2017. (Wayback Machine)
- karta